# MTV Unplugged: 30 Seconds to Mars
MTV Unplugged: 30 Seconds to Mars es un álbum en vivo de la banda estadounidense de rock alternativo, 30 Seconds to Mars. El álbum es la grabación de la presentación acústica que la banda realizó en los estudios Sony Music el 13 de mayo de 2011. El concierto acústico fue dirigido por Jared Leto quien es el vocalista, guitarrista, bajista y pianista de la banda, Shannon Leto en la batería y Tomo Milicevic en la guitarra acúsitca. Este material salió a la venta el 19 de agosto de 2011.

## Lista de canciones
| MTV Unplugged: 30 Seconds to Mars |                                  |          |  |
| N.º                               | Título                           | Duración |  |
| 1.                                | «Hurricane»                      | 4:21     |  |
| 2.                                | «Kings and Queens»               | 6:14     |  |
| 3.                                | «Night of the Hunter»            | 5:37     |  |
| 4.                                | «Where the Streets Have No Name» | 4:29     |  |
| 20:41                             |                                  |          |  |

## Créditos
- Jared Leto — Voz, Guitarra, Bajo
- Shannon Leto — Batería
- Tomo Miličević — Guitarra, Violín